# Stalolidia cingulata
Stalolidia cingulata är en insektsart som beskrevs av Carl Stål 1862. Stalolidia cingulata ingår i släktet Stalolidia och familjen dvärgstritar. Inga underarter finns listade i Catalogue of Life.